# Anders Kofoed
Anders Kofoed (født 30. august 1978 ? på Bornholm) er en dansk biolog, zoolog og naturvejleder. 
Siden august 2013 har han været fast dyreekspert på tv-programmet GO' Morgen Danmark, ligesom han har været ansat hos København Zoo, og var én af drivkrafterne bag etableringen af Den Blå Planet.

## Historie
Kofoed blev student fra Bornholms Amtsgymnasium i 1997. Han er uddannet biolog med speciale i evolutionær økologi fra Københavns Universitet i 2007. 
I september 2018 afsluttede han sammen med Sebastian Klein og Vicky Knudsen optagelserne til det sidste af fire afsnit af serien Vores vilde vej, som fik premiere 12. august 2019 på TV 2.